# Concurs de bellesa

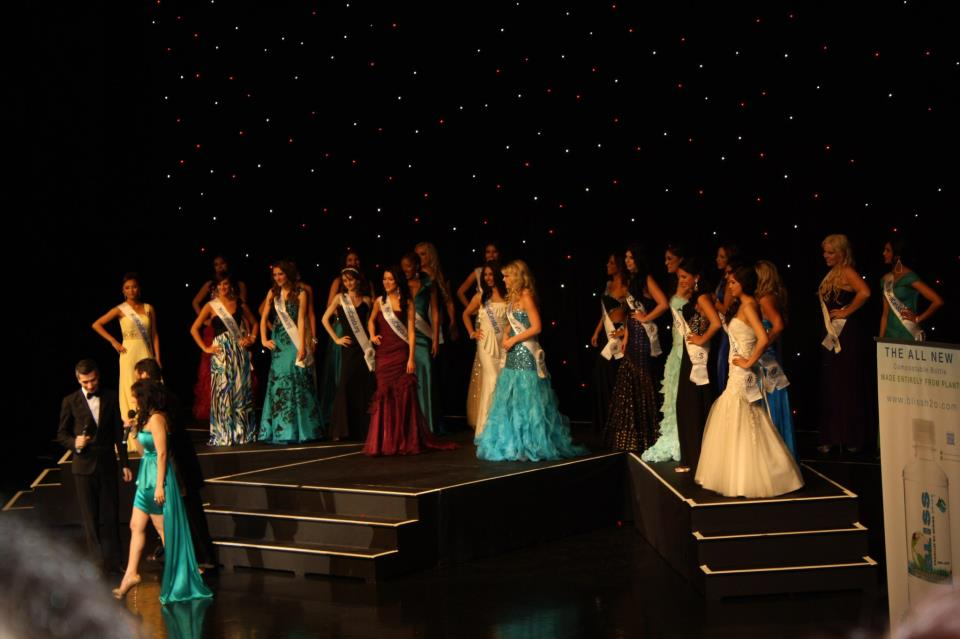
Presentació típica d'un concurs de bellesa.

Un concurs de bellesa o certamen de bellesa és una competència principalment basada en la bellesa física dels seus participants, incorporant de vegades qualitats com la personalitat i el talent. En general, les competències es duen a terme en formes separades per a dones i homes, i, en el cas dels homes, no es coneixen com a «concursos de bellesa». Els concursos en els quals participen dones són més comunes, i a les guanyadores les hi coneix com a reines de bellesa i/o misses. Els concursos de bellesa masculins, com Mr. Univers, solen fer més recalcament en les complexions físiques dels participants.

## Història dels concursos de bellesa
A Europa, és un costum antic triar reis i reines simbòlics per a les diferents festivitats, en les quals les guanyadores representen les virtuts de la nació i altres idees abstractes. El primer concurs modern als Estats Units va ser dut a terme pel més famós d'ells va ser P. T. Barnum era l'amo del Barnum & Bailey Circus se li va ocórrer la idea en 1854 a mitjan Segle XIX, però el seu concurs va ser cancel·lat per les protestes populars: anteriorment havia realitzat concursos de gossos, bebès i aus. Després, va substituir els daguerrotipos per un jurat, una pràctica ràpidament adoptada pels periòdics. Aquests van publicar fotografies de concursos de bellesa durant diverses dècades: en 1880, es va realitzar el primer concurs de bellesa en una platja, per promoure el negoci en Rehoboth Beach, Delaware. Els concursos van començar a ser habituals a les platges, i el més elaborat es duu a terme en Atlantic City, Nova Jersey.
L'origen dels concursos de bellesa moderns pot trobar-se en Miss Estats Units (Miss America), el qual es va realitzar per primera vegada en Atlantic City en 1921. El concurs va incloure eliminatòries preliminars, una competició de vestits de nit, espectacles musicals i un jurat. No obstant això, va continuar sent criticat per la societat en general. Els concursos no es van convertir en el que són actualment fins a la Segona Guerra Mundial, quan les «reines de bellesa» es van reclutar per vendre bons i entretenir a les tropes. Les beques i les competències de talents van considerar encara més les històries i les personalitats dels participants.
Altres concursos importants inclouen les competències de Miss Món (fundat per Eric Morley en 1951), Miss Univers (fundat en 1952), Miss Internacional (fundat en 1960), Miss Supranacional (fundat en 2009) i Miss Grand Internacional (fundat en 2013). Aquests certàmens són considerats els cinc majors, principals i més famosos concursos de bellesa. Altres competències, com la de Miss Bondi a Austràlia, sol emetre's durant els mesos d'estiu. En la dècada de 1950, els concursos eren promocionats en les fires com a productes locals. Les dones de tot el món participaven cada any en les seves competències locals per tenir la possibilitat de representar al seu país.

## Procés de selecció
Els concursos de bellesa en general tenen molts jutges i són populars, i els de menor importància aporten participants en els més reconeguts. Els concursos mundials, per tant, requereixen centenars, i a vegades milers de competències locals. Als Estats Units, existeix actualment una indústria comercial de concursos de bellesa que organitza milers d'esdeveniments un locals i regionals per a totes les edats, patrocinats per revistes com The Crown Magazine i Pride of Pageantry.
La típica percepció d'un concurs de bellesa és que es duu a terme una vegada a l'any, les dones són de contextura petita, l'esdeveniment és en viu sobre l'escenari, i s'inclou una prova de talents. Particularment amb l'aparició de la Internet, aquesta percepció ha canviat dràsticament. Encara que no hi ha esdeveniments «en viu» d'Internet, s'han creat pàgines perquè les persones que desitgin inscriure's puguin fer-ho encara que la localització del concurs sigui llunyana.
Les reines de bellesa, o les guanyadores, són elegits mitjançant diversos criteris. Cada concurs té els seus propis jutges i els seus mètodes de competència i de puntuació. Per exemple, The Worldwide Pageant té un sistema de puntuació únic en el qual les participants poden obtenir una puntuació de 110%. El sistema atorga el 25 % de la puntuació a la prova amb vestit de nit, 25 % a la de roba esportiva, 50 % al de l'entrevista personal i un 10 % opcional per assoliments extres. Diamond Dolls és una competència en la qual només es permet utilitzar fotografies per qualificar a les concursants.
Encara que no és un factor excloent, moltes competències exigeixen que les participants siguin qualificades per la seva bellesa natural, sense cirurgies estètiques o lents de contacte. Altres concursos, com Classic Beauty, estan dedicats a les dones amb majors mesures. Mentre que una talla de 14-16 pot ser considerada com a tradicional als Estats Units, al món dels concursos de bellesa la talla, en general, deu ser de 6-8.

## Crítiques
Les crítiques cap als concursos de bellesa radiquen principalment que reforcen la idea que les dones han de ser valorades principalment per la seva aparença física, la qual cosa fa una gran pressió sobre les dones perquè «siguin belles», gastant diners en roba, cosmètics, productes per al cabell i cirurgies estètiques. Aquesta obsessió per la bellesa física fins i tot porta a les dones a realitzar dietes estrictes, amb resultats com l'anorèxia o la bulímia. Encara que algunes competències tenen components que no estan basats purament en la bellesa física, les participants poc atractives tenen poques possibilitats de guanyar, sense importar el seu talent, la seva intel·ligència, la seva educació, el seu aplom, el seu enginy o la seva consciència social. En lloc de proveir-los oportunitats a les dones, es discuteix que els concursos de bellesa lastiman a les dones que no compleixen les idees tradicionals de bellesa, perquè les que @sí_ja compleixen l'ideal són vistes com a «millors» que la resta de les dones.